# Jeździec z Bassenheim
Jeździec z Bassemheim (niem. Bassenheimer Reiter) – zabytek rzeźby wczesnogotyckiej pochodzący z terenu Nadrenii w Niemczech. Rzeźba przedstawia św. Marcina na koniu. Obecnie jest wmurowana w ścianę kościoła w miejscowości Bassenheim koło Koblencji.

## Sprawaatrybucjii datowanie
Większość badaczy przypisuje dzieło Mistrzowi Naumburskiemu, autorowi m.in. dekoracji rzeźbiarskiej w chórze zachodnim oraz przegrody chórowej katedry w Naumburg (Saale). Datowaną na ok. 1240 rok rzeźbę cechuje wczesny realizm w sztuce gotyckiej, który znajdzie swoje apogeum od 2. ćwierci XV wieku.

## Opis dzieła
Rzeźba jest wykonana z piaskowca.
Jedno z trzech zachowanych w Niemczech średniowiecznych, pełnoplastycznych przedstawień postaci na koniu. Przedstawienia z Bambergu oraz Magdeburga reprezentują rzeźbę monumentalną, zaś św. Marcin stanowił element dekoracyjny, prawdopodobnie przegrody chórowej (lektorium), między nawą a prezbiterium. Badacze twierdzą, że zachowana figura jest fragmentem kilkuscenowego przedstawienia Legendy Św. Marcina, z katedry w Moguncji.
Rzeźba ukazuje św. Marcina w jego charakterystycznym typie ikonograficznym - jako uzbrojonego rycerza na koniu w momencie rozcinania mieczem na pół płaszcza, który następnie wręczy nagiemu biedakowi. Typ ten rozwinął się wraz z kultem świętego, rozpowszechnionym szczególnie w obszarze arcybiskupstwa mogunckiego, ale także na terenie całej Europy. Przez uwypuklenie trójwymiarowości sceny figuralnej (figury dotykają tła jedynie w kilku miejscach) i cofnięcie tła w głąb, twórca osiągnął rzadko spotykaną w ówczesnej rzeźbie przestrzeń, którą jeszcze bardziej pogłębia świadome powiększenie wymiarów figur wobec ramy. Forma zdradza znajomość gotyckiej rzeźby francuskiej, a bezpośrednim wpływem mogła być architektoniczna rzeźba w Katedrze w Reims.

## Literatura
- Paulus Hinz Der Naumburger Meister, Berlin 1951.